# MTIF2
MTIF2‏ (Mitochondrial translational initiation factor 2) هوَ بروتين يُشَفر بواسطة جين MTIF2 في الإنسان.